# Metachromadora horrida
Metachromadora horrida är en rundmaskart som först beskrevs av Benjamin G. Chitwood 1936.  Metachromadora horrida ingår i släktet Metachromadora och familjen Desmodoridae. Inga underarter finns listade i Catalogue of Life.